# Grammy Awards 2024
La 66ª edizione dei Grammy Award (66th Annual Grammy Awards) si è tenuta il 4 febbraio 2024 presso la Crypto.com Arena di Los Angeles.
I premi sono stati assegnati alle migliori canzoni, registrazioni, artisti e composizioni le cui date di pubblicazione rientravano nel periodo tra il 1º ottobre 2022 e il 15 settembre 2023 e poi conferiti dai membri della The Recording Academy il 4 febbraio 2024. La cerimonia è stata mandata in onda anche sulla CBS e in streaming su Paramount+. Per il quarto anno consecutivo, la cerimonia di premiazione è stata presentata da Trevor Noah.
Le candidature sono state annunciate il 10 novembre 2023. La cantautrice statunitense SZA ha ricevuto il maggior numero di candidature, con nove, seguita da Victoria Monét, Phoebe Bridgers (sia solista, che come parte dei Boygenius) e Șerban Ghenea, con sette ciascuno. La figlia di Victoria Monét, Hazel, di soli due anni, è diventata l'artista più giovane a ricevere una candidatura nella storia dei Grammy Awards, essendo accreditata nella canzone della madre Hollywood, nominata nella categoria miglior interpretazione R&B tradizionale.
La votazione finale si è tenuta dal 14 dicembre 2023 al 4 gennaio 2024.
Phoebe Bridgers è stata l'artista che ha ricevuto il maggior numero di premi, con quattro. Inoltre, Taylor Swift ha segnato un nuovo capitolo nella storia dei Grammy Awards diventando la prima artista in generale a vincere quattro volte nella categoria album dell'anno.

## Cambiamenti
Per l'edizione del 2024, la Recording Academy ha annunciato diversi cambiamenti per le varie categorie e alcune nuove regole di ammissibilità:
- Sono state aggiunte tre nuove categorie, miglior interpretazione di musica africana, miglior album jazz alternativo e miglior registrazione pop dance, portando il totale a 94.
- I premi produttore dell'anno, non classico e autore dell'anno, non classico sono stati spostati tra le categorie principali e possono ora essere votati da tutti i membri votanti dei Grammy.
- Il numero di candidature ammesse nelle quattro categorie principali, album dell'anno, canzone dell'anno, registrazione dell'anno e miglior artista esordiente, sono state ridotte da 10 a 8.
- Per essere qualificati come candidati su un progetto nominato nella categoria Album dell'anno, gli artisti principali, le collaborazioni e i featuring, gli autori, i produttori, gli ingegneri e gli addetti al mastering e al missaggio devono essere presenti per almeno il 20% della durata totale di un album. In precedenza, nelle due edizioni passate, non erano stati imposti tali limiti.

Le categorie sono state ridotte da 26 a 11, con la categoria principale conteggiata separatamente. Questo al fine di garantire l'utilizzo di tutti i 10 voti allocati da parte dei membri votanti dell'Accademia. Per l'edizione 2024 le categorie sono le seguenti:
- Principale (6 premi)
- Classica (8 premi)
- Country e musica Americana (13 premi)
- Gospel e musica cristiana contemporanea (5 premi)
- Jazz, Pop tradizionale, Strumentale contemporanea e Teatro musicale (9 premi)
- Latina, Internazionale, musica Africana, Reggae e New Age (10 premi)
- Pacchetti, Note e Incisioni storiche (4 premi)
- Per l'infanzia, umoristico, audiolibri e storytelling, media visivi e videoclip/film musicali (9 premi)
- Pop e Dance/elettronica (6 premi)
- Produzione, Ingegneria del suono, Composizione ed arrangiamento (8 premi)
- Rock, Metal ed Alternativa (6 premi)
- R&B, Rap e poesia parlata (10 premi)

### Ammissibilità dell'Intelligenza Artificiale
Il 16 giugno 2023, in risposta al crescente utilizzo dell'intelligenza artificiale nell'industria musicale, la Recording Academy ha dichiarato che "solamente i creatori umani possono essere proposti, e quindi candidati o vincitori di un Grammy Award. Una produzione che non contiene un lavoro umano non è ammissibile in nessuna categoria". Inoltre, la Recording Academy in seguito ha aggiunto che lavori contenenti materiale prodotto con l'intelligenza artificiale sono ammissibili solo se la controparte umana nell'opera è significativa.

## Esibizioni
L'annuncio con i primi tre artisti che si sarebbero esibiti la sera della cerimonia è stato fatto il 15 gennaio 2024, dichiarando come performer Billie Eilish, Olivia Rodrigo e Dua Lipa. Il 21 gennaio sono stati annunciati anche Luke Combs, Travis Scott e Burna Boy tra gli artisti a esibirsi nella serata del 4 febbraio. Il 25 gennaio è stato aggiunto anche il nome di Billy Joel. Il 27 gennaio alla lista sono stati aggiunti anche gli U2, che si sarebbero esibiti però in diretta streaming in collegamento dalla Sphere di Las Vegas, dove il gruppo ha istituito recentemente la loro residency show. Nei due giorni successivi è stata confermata la presenza di Joni Mitchell e SZA tra le esibizioni, mentre gli artisti per il tributo In Memoriam e Miley Cyrus sono stati annunciati solamente il 2 febbraio.
Cerimonia di premiazione
- J. Ivy, Jordin Sparks, Larkin Poe, Pentatonix e Sheila E. – Let's Go Crazy[26]
- Brandy Clark e SistaStrings – Dear Insecurity[27]
- Kirk Franklin – All Things[28]
- Laufey –  From the Start[29]
- Gaby Moreno e El David Aguilar – Luna de Xelajú[30]
- Adam Blackstone, Harvey Mason, Bob James, Terrace Martin e Robert Glasper – Nautilus[31]

 Cerimonia principale 
- Dua Lipa – Training Season / Houdini[32]
- Tracy Chapman e Luke Combs – Fast Car[33]
- SZA – Snooze / Kill Bill[34]
- Billie Eilish e Finneas O'Connell – What Was I Made For?[35]
- Miley Cyrus – Flowers[36]
- Olivia Rodrigo – Vampire[37]
- U2 – Atomic City (live streaming dallo Sphere, Las Vegas)[38][39]
- Tributo In Memoriam eseguito da Stevie Wonder, Annie Lennox, Wendy & Lisa, Jon Batiste, Ann Nesby, Cory Henry, Jimmy Jam & Terry Lewis, Fantasia e Adam Blackstone – For Once in My Life (tributo a Tony Bennett) / The Best Is Yet to Come / Nothing Compares 2 U (tributo a Sinéad O'Connor) / Ain't No Sunshine / Lean on Me / Optimistic (tributo a Clarence Avant) / Proud Mary (tributo a Tina Turner)[40]
- Joni Mitchell, Brandi Carlile, SistaStrings, Blake Mills, Lucius, Allison Russell e Jacob Collier – Both Sides, Now[41]
- Travis Scott e Playboi Carti – My Eyes / I Know ? /  Fe!n[42]
- Burna Boy, 21 Savage e Brandy – On Form / City Boys /  Sittin' on Top of the World[43]
- Billy Joel e Laufey – Turn the Lights Back On / You May Be Right[44][45]

## Presentatori
Justin Tranter è stato annunciato come il conduttore della cerimonia di premiazione il 25 gennaio 2024, unitamente alla lista dei presentatori dei vari premi. La conduzione di Trevor Noah della cerimonia principale è stata comunicata il 13 dicembre 2023.
Cerimonia di premiazione
- Justin Tranter ― conduttore
- Carly Pearce
- Jimmy Jam
- Molly Tuttle
- Natalia Lafourcade
- Patti Austin
- Rufus Wainwright

Cerimonia principale
- Trevor Noah ― conduttore
- Mariah Carey ― Presentatrice categoria Miglior interpretazione pop solista[48]
- Christina Aguilera e Maluma ― Presentatori categoria Miglior album di Música Urbana[49]
- Kacey Musgraves ― Presentatrice categoria Miglior album country[50]
- Lizzo ― Presentatrice categoria Miglior canzone R&B[51]
- U2 ― Presentatori categoria Miglior album pop vocale[52]
- Lenny Kravitz ― Ha presentato Jon Batiste
- Oprah Winfrey ― Ha presentato Fantasia
- Lionel Richie ― Presentatore categoria Canzone dell'anno[53]
- Brandi Carlile — Ha presentato Joni Mitchell
- Samara Joy — Presentatrice categoria Miglior artista esordiente[54]
- Meryl Streep e Mark Ronson — Presentatori categoria Registrazione dell'anno[55]
- Céline Dion — Presentatrice categoria Album dell'anno[56]

## Vincitori e candidati
Il primo turno di votazioni ha avuto luogo dall'11 al 20 ottobre 2023. Le candidature sono state annunciate il 10 novembre durante una diretta streaming da Arooj Aftab, Vince Gill e Amy Grant, Jimmy Jam, Jon Bon Jovi, Samara Joy, Muni Long, Cheryl Pawelski, Kim Petras, Judith Sherman, St. Vincent, Jeff Tweedy, Weird Al Yankovic, Gayle King, Nate Burleson, Tony Dokoupil e Harvey Mason Jr.
Le votazioni finali si sono tenute dal 14 dicembre 2023 al 4 gennaio 2024. Di seguito è riportata la lista dei vincitori e candidati. I vincitori sono posizionati al primo posto e evidenziati in grassetto.

### Categorie principali

#### Registrazione dell'anno
- Flowers – Miley Cyrus; Kid Harpoon e Tyler Johnson, produttori; Michael Pollack, Brian Rajaratnam e Mark Spike Stent, ingegneri/mixers; Joe LaPorta, ingegnere del mastering
- Worship – Jon Batiste; Jon Batiste, Jon Bellion, Pete Nappi e Tenroc, produttori; Șerban Ghenea e Pete Nappi, ingegneri/mixers; Chris Gehringer, ingegnere del mastering
- Not Strong Enough – Boygenius; Boygenius e Catherine Marks, produttori; Owen Lantz, Catherine Marks, Mike Mogis, Bobby Mota, Kaushlesh Garry Purohit e Sarah Tudzin, ingegneri/mixers; Pat Sullivan, ingegnere del mastering
- What Was I Made For? – Billie Eilish; Billie Eilish e Finneas O'Connell, produttori; Billie Eilish, Rob Kinelski e Finneas O'Connell, ingegneri/mixers; Chris Gehringer, ingegnere del mastering
- On My Mama – Victoria Monét; Deputy, D'Mile e Jeff Gitelman, produttori; Patrizio Pigliapoco e Todd Robinson, ingegneri/mixers; Colin Leonard, ingegnere del mastering
- Vampire – Olivia Rodrigo; Dan Nigro, produttore; Șerban Ghenea, Michael Harris, Chris Kasych, Dan Nigro e Dan Viafore, ingegneri/mixers; Randy Merrill, ingegnere del mastering
- Anti-Hero – Taylor Swift; Jack Antonoff e Taylor Swift, produttori; Jack Antonoff, Șerban Ghenea, Laura Sisk e Lorenzo Wolff, ingegneri/mixers; Randy Merrill, ingegnere del mastering
- Kill Bill – SZA: Rob Bisel e Carter Lang, produttori; Rob Bisel, ingegnere/mixer; Dale Becker, ingegnere del mastering

#### Canzone dell'anno
- What Was I Made for? - Billie Eilish; scritta da Billie Eilish e Finneas O'Connell
- A&W - Lana Del Rey; scritta da Jack Antonoff, Lana Del Rey e Sam Dew
- Anti-Hero - Taylor Swift; scritta da Jack Antonoff e Taylor Swift
- Butterfly - Jon Batiste; scritta da Jon Batiste e Dan Wilson
- Dance the Night - Dua Lipa; scritta da Caroline Ailin, Dua Lipa, Mark Ronson e Andrew Wyatt
- Flowers - Miley Cyrus; scritta da Miley Cyrus, Aldae e Michael Pollack
- Kill Bill - SZA; scritta da Rob Bisel, Carter Lang e SZA
- Vampire - Olivia Rodrigo; scritta da Dan Nigro e Olivia Rodrigo

#### Album dell'anno
- Midnights – Taylor Swift; Jack Antonoff e Taylor Swift, produttori; Jack Antonoff, Zem Audu, Șerban Ghenea, David Hart, Mikey Freedom Hart, Sean Hutchinson, Ken Lewis, Michael Riddleberger, Laura Sisk e Evan Smith, ingegneri/mixers; Jack Antonoff e Taylor Swift, autori; Randy Merrill, ingegnere del mastering
- The Age of Pleasure – Janelle Monáe; Sensei Bueno, Nate Wonder e Nana Kwabena Tuffuor, produttori; Mick Guzauski, Nate Wonder, Jayda Love, Janelle Monáe e Yáng Tan, ingegneri/mixers; Jarrett Goodly, Nathaniel Irvin III, Janelle Monáe Robinson e Nana Kwabena Tuffuor, autori; Dave Kutch, ingegnere del mastering
- Did You Know That There's a Tunnel Under Ocean Blvd – Lana Del Rey; Jack Antonoff, Zach Dawes, Lana Del Rey e Drew Erickson, produttori; Jack Antonoff, Michael Harris, Dean Reid e Laura Sisk, ingegneri/mixers; Jack Antonoff, Lana Del Rey e Mike Hermosa, autori; Ruairi O'Flaherty, ingegnere del mastering
- Endless Summer Vacation – Miley Cyrus; Kid Harpoon, Tyler Johnson e Mike Will Made It, produttori; Pièce Eatah, Craig Frank, Paul David Hager, Stacy Jones, Brian Rajaratnam e Mark Stent, ingegneri/mixers; Miley Cyrus, Aldae, Thomas Hull, Tyler Johnson, Michael Len Williams II e Michael Pollack, autori; Joe LaPorta, ingegnere del mastering
- Guts – Olivia Rodrigo; Dan Nigro, produttore; Șerban Ghenea, Sterling Laws, Mitch McCarthy, Dan Nigro, Dave Schiffman, Mark Stent, Sam Stewart e Dan Viafore, ingegneri/mixers; Dan Nigro e Olivia Rodrigo, autori; Randy Merrill, ingegnere del mastering
- The Record – Boygenius; Boygenius e Catherine Marks, produttori; Owen Lantz, Will Maclellan, Catherine Marks, Mike Mogis, Bobby Mota, Kaushlesh "Garry" Purohit e Sarah Tudzin, ingegneri/mixers; Julien Baker, Phoebe Bridgers e Lucy Dacus, autori; Pat Sullivan, ingegnere del mastering
- SOS – SZA; Rob Bisel, ThankGod4Cody e Carter Lang, produttori; Rob Bisel, ingegnere/mixer; Rob Bisel, Cody Fayne, Carter Lang e Solána Rowe, autori; Dale Becker, ingegnere del mastering
- World Music Radio – Jon Batiste; Jon Batiste, Jon Bellion, Nick Cooper, Pete Nappi e Tenroc, produttori; Jon Batiste, Pete Nappi, Kaleb Rollins, Laura Sisk e Marc Whitmore, ingegneri/mixers; Jon Batiste, Jon Bellion, Jason Cornet e Pete Nappi, autori; Chris Gehringer, ingegnere del mastering

#### Miglior artista esordiente
- Victoria Monét
- Gracie Abrams
- Fred again..
- Ice Spice
- Jelly Roll
- Coco Jones
- Noah Kahan
- The War and Treaty

#### Autore dell'anno, non classico
- Theron Thomas
- Edgar Barrera
- Jessie Jo Dillon
- Shane McAnally
- Justin Tranter

#### Produttore dell'anno, non classico
- Jack Antonoff
- D'Mile
- Hit-Boy
- Metro Boomin
- Dan Nigro

### Classica

#### Miglior interpretazione orchestrale
- Adès: Dante - Gustavo Dudamel, direttore d'orchestra (Los Angeles Philharmonic Orchestra)
- Bartók: Concerto for Orchestra; Four Pieces - Karina Canellakis, direttore d'orchestra (Radio Filharmonisch Orkest)
- Price: Symphony No. 4; Dawson: Negro Folk Symphony - Yannick Nézet-Séguin, direttore d'orchestra (Orchestra di Filadelfia)
- Scriabin: Symphony No. 2; The Poem of Ecstasy - JoAnn Falletta, direttore d'orchestra (Orchestra Filarmonica di Buffalo)
- Stravinsky: The Rite of Spring - Esa-Pekka Salonen, direttore d'orchestra (San Francisco Symphony)

#### Miglior registrazione d'opera
- Blanchard: Champion - Yannick Nézet-Séguin, direttore d'orchestra; Ryan Speedo Green, Latonia Moore ed Eric Owens; David Frost, produttore (The Metropolitan Opera Orchestra; The Metropolitan Opera Chorus)
- Corigliano: The Lord of Cries - Gil Rose, direttore d'orchestra; Anthony Roth Costanzo, Kathryn Henry, Jarrett Ott e David Portillo; Gil Rose, produttore (Boston Modern Orchestra Project e Odyssey Opera Chorus)
- Little: Black Lodge - Timur, direttore d'orchestra; Andrew McKenna Lee e David T. Little, produttori (The Dime Museum; Isaura String Quartet)

#### Miglior interpretazione corale
- Saariaho: Reconnaissance - Nils Schweckendiek, direttore d'orchestra (Uusinta Ensemble; Helsinki Chamber Choir)
- Carols After a Plague - Donald Nally, direttore d'orchestra (The Crossing)
- The House of Belonging - Craig Hella Johnson, direttore d'orchestra (Miró Quartet; Conspirare)
- Ligeti: Lux Aeterna - Esa-Pekka Salonen, direttore d'orchestra (San Francisco Symphony Chorus)
- Rachmaninoff: All-Night Vigil - Steven Fox, direttore d'orchestra (The Clarion Choir)

#### Miglior interpretazione di musica da camera/piccolo ensemble
- Rough Magic – Roomful of Teeth
- American Stories – Anthony McGill e Pacifica Quartet
- Beethoven for Three: Symphony No. 6, Pastorale & Op. 1, No. 3 – Yo-Yo Ma, Emanuel Ax e Leonidas Kavakos
- Between Breaths – Third Coast Percussion
- Uncovered, Vol. 3: Coleridge-Taylor Perkinson, William Grant Still & George Walker – Catalyst Quartet

#### Miglior assolo strumentale di musica classica
- The American Project – Yuja Wang
- John Luther Adams: Darkness and Scattered Light – Robert Black
- Akiho: Cylinders – Andy Akiho
- Difficult Grace – Seth Parker Woods
- Of Love – Curtis Stewart

#### Miglior album vocale solista classico
- Walking in the Dark - Julia Bullock, solista; Christian Reif, direttore d'orchestra (Philharmonia Orchestra)
- Because - Reginald Mobley, solista; Baptiste Trotignon, pianista
- Broken Branches - Karim Sulayman, solista; Sean Shibe, accompagnatore
- 40@40 - Laura Strickling, solista; Daniel Schlosberg, pianista
- Rising - Lawrence Brownlee, solista; Kevin J. Miller, pianista

#### Miglior compendio classico
- Passion for Bach and Coltrane - Alex Brown, Harlem Quartet, Imani Winds, Edward Perez, Neal Smith e A.B. Spellman; Silas Brown e Mark Dover, produttori
- Fandango - Anne Akiko Meyers; Gustavo Dudamel, direttore d'orchestra; Dmitriy Lipay, produttore
- Julius Eastman, Vol. 3: If You're So Smart, Why Aren't You Rich? - Christopher Rountree, direttore d'orchestra; Lewis Pesacov, produttore
- Mazzoli: Dark with Excessive Bright - Peter Herresthal; Tim Weiss, direttore d'orchestra; Hans Kipfer, produttore
- Sardinia - Chick Corea; Chick Corea e Bernie Kirsh, produttori
- Sculptures - Andy Akiho; Andy Akiho e Sean Dixon, produttori
- Zodiac Suite - Aaron Diehl Trio e The Knights; Eric Jacobsen, direttore d'orchestra; Aaron Diehl e Eric Jacobsen, produttori

#### Miglior composizione di musica contemporanea
- Jessie Montgomery – Montgomery: Rounds
- Thomas Adès – Adès: Dante
- Andy Akiho – Akiho: In That Space, At That Time
- William Brittelle – Brittelle: Psychedelics
- Missy Mazzoli – Mazzoli: Dark with Excessive Bright

### Country e musica Americana

#### Miglior album blues tradizionale
- All My Love for You – Bobby Rush
- Ridin' – Eric Bibb
- The Soul Side of Sipp – Mr. Sipp
- Life Don't Miss Nobody – Tracy Nelson
- Teardrops for Magic Slim Live at Rosa's Lounge – John Primer

#### Miglior album blues contemporaneo
- Blood Harmony – Larkin Poe
- Death Wish Blues – Samantha Fish e Jesse Dayton
- Healing Time – Ruthie Foster
- Live in London – Christone Kingfish Ingram
- LaVette! – Bettye LaVette

#### Miglior interpretazione di musica american roots
- Allison Russell - Eve Was Black
- Jon Batiste - Butterfly
- The Blind Boys of Alabama - Heaven Help Us All
- Madison Cunningham - Inventing the Wheel
- Rhiannon Giddens - You Louisiana Man

#### Miglior canzone di musica american roots
- Cast Iron Skillet - Jason Isbell and the 400 Unit; scritta da Jason Isbell
- Blank Page - The War, Treaty; scritta da Michael Trotter Jr. & Tanya Trotter
- California Sober -  Billy Strings feat. Willie Nelson; scritta da Aaron Allen, William Apostol e Jon Weisberger
- Dear Insecurity - Brandy Clark feat. Brandi Carlile; scritta da Brandy Clark e Michael Pollack
- The Returner - Allison Russell; scritta da Drew Lindsay, JT Nero e Allison Russell

#### Miglior album di musica americana
- Weathervanes – Jason Isbell and the 400 Unit
- Brandy Clark – Brandy Clark
- The Chicago Sessions – Rodney Crowell
- You're the One – Rhiannon Giddens
- The Returner – Allison Russell

#### Miglior interpretazione di musica americana
- Brandy Clark feat. Brandi Carlile - Dear Insecurity
- The Blind Boys of Alabama - Friendship
- Tyler Childers - Help Me Make It Through the Night
- Jason Isbell and the 400 Unit - King of Oklahoma
- Allison Russell - The Returner

#### Miglior album bluegrass
- City of Gold – Molly Tuttle feat. Golden Highway
- Radio John: Songs of John Hartford – Sam Bush
- Lovin' of the Game – Michael Cleveland
- Mighty Poplar – Mighty Poplar
- Bluegrass – Willie Nelson
- Me/And/Dad – Billy Strings

#### Miglior album folk
- Joni Mitchell at Newport – Joni Mitchell
- Traveling Wildfire – Dom Flemons
- I Only See the Moon – The Milk Carton Kids
- Celebrants – Nickel Creek
- Jubilee – Old Crow Medicine Show
- Seven Psalms – Paul Simon
- Folkocracy – Rufus Wainwright

#### Miglior album di musica regionale
- New Beginnings – Buckwheat Zydeco Jr., The Legendary Ils Sont Partis Band
- Live: Orpheum Theater Nola – Lost Bayou Ramblers, Louisiana Philharmonic Orchestra
- Live at the 2023 New Orleans Jazz & Heritage Festival – Dwayne Dopsie, The Zydeco Hellraisers
- Made in New Orleans – New Breed Brass Band
- Too Much to Hold – New Orleans Nightcrawlers
- Live at the Maple Leaf – The Rumble feat. Chief Joseph Boudreaux Jr.

#### Miglior album country
- Bell Bottom Country – Lainey Wilson
- Rolling Up the Welcome Mat – Kelsea Ballerini
- Brothers Osborne – Brothers Osborne
- Zach Bryan – Zach Bryan
- Rustin' in the Rain – Tyler Childers

#### Miglior interpretazione country di un duo o un gruppo
- Zach Bryan feat. Kacey Musgraves - I Remember Everything
- Dierks Bentley feat. Billy Strings - High Note
- Brothers Osborne - Nobody's Nobody
- Vince Gill, Paul Franklin - Kissing Your Picture (Is So Cold)
- Jelly Roll feat. Lainey Wilson - Save Me
- Carly Pearce feat. Chris Stapleton - We Don't Fight Anymore

#### Miglior canzone country
- White Horse - Chris Stapleton; scritta da Chris Stapleton e Dan Wilson
- Buried - Brandy Clark; scritta da Brandy Clark e Jessie Jo Dillon
- I Remember Everything - Zach Bryan feat. Kacey Musgraves; scritta da Zach Bryan e Kacey Musgraves
- In Your Love - Tyler Childers; scritta da Tyler Childers e Geno Seale
- Last Night - Morgan Wallen; scritta da John Byron, Ashley Gorley, Jacob Kasher Hindlin e Ryan Vojtesak

#### Miglior interpretazione country solista
- Chris Stapleton - White Horse
- Tyler Childers - In Your Love
- Brandy Clark - Buried
- Luke Combs - Fast Car
- Dolly Parton - The Last Thing on My Mind

### Gospel e musica cristiana contemporanea

#### Miglior interpretazione/canzone gospel
- All Things - Kirk Franklin; scritta da Kirk Franklin
- God Is Good - Stanley Brown feat. Hezekiah Walker, Kierra Sheard, Karen Clark Sheard; scritta da Stanley Brown, Karen V Clark Sheard, Kaylah Jiavanni Harvey, Darkchild, Elyse Victoria Johnson, J Drew Sheard II, Kierra Valencia Sheard e Hezekiah Walker
- Feel Alright (Blessed) - Erica Campbell; scritta da Erica Campbell, Warryn Campbell, William Weatherspoon, Juan Winans e Marvin L. Winans
- Lord Do It for Me (Live) - Zacardi Cortez; scritta da Marcus Calyen, Zacardi Cortez e Kerry Douglas
- God Is - Melvin Crispell III

#### Miglior interpretazione/canzone di musica cristiana contemporanea
- Your Power - Lecrae, Tasha Cobbs Leonard
- Believe - Blessing Offor; scritta da Hank Bentley e Blessing Offor
- Firm Foundation (He Won't) [Live] - Cody Carnes
- Thank God I Do - Lauren Daigle; scritta da Lauren Daigle e Jason Ingram
- Love Me Like I Am - for KING & COUNTRY feat. Jordin Sparks
- God Problems - Maverick City Music, Chandler Moore, Naomi Raine; scritta da Daniel Bashta, Chris Davenport, Ryan Ellis e Naomi Raine

#### Miglior album gospel
- All Things New: Live in Orlando – Tye Tribbett
- I Love You – Erica Campbell
- Hymns (Live) – Tasha Cobbs Leonard
- The Maverick Way – Maverick City Music
- My Truth – Jonathan McReynolds

#### Miglior album di musica cristiana contemporanea
- Church Clothes 4 – Lecrae
- My Tribe – Blessing Offor
- Emanuel – Da' T.R.U.T.H.
- Lauren Daigle – Lauren Daigle
- I Believe – Phil Wickham

#### Miglior album Roots Gospel
- Echoes of the South – The Blind Boys of Alabama
- Tribute to the King – The Blackwood Brothers Quartet
- Songs That Pulled Me Through the Tough Times – Becky Isaacs Bowman
- Meet Me at the Cross – Brian Free & Assurance
- Shine: The Darker the Night the Brighter the Light – Gaither Vocal Band

### Jazz, Pop tradizionale, Strumentale contemporanea e Teatro musicale

#### Miglior album jazz latino
- El Arte del Bolero Vol. 2 – Miguel Zenón, Luis Perdomo
- Quietude – Eliane Elias
- My Heart Speaks – Ivan Lins feat. Tblisi Symphony Orchestra
- Vox Humana – Bobby Sanabria Multiverse Big Band
- Cometa – Luciana Souza & Trio Corrente

#### Miglior album strumentale jazz
- The Winds of Change – Billy Childs
- The Source – Kenny Barron
- Phoenix – Lakecia Benjamin
- Legacy: The Instrumental Jawn – Adam Blackstone
- Dream Box – Pat Metheny

#### Miglior album jazz vocale
- How Love Begins – Nicole Zuraitis
- For Ella 2 – Patti Austin feat. Gordon Goodwin's Big Phat Band
- Alive at the Village Vanguard – Fred Hersch, Esperanza Spalding
- Lean In – Gretchen Parlato, Lionel Loueke
- Mélusine – Cécile McLorin Salvant

#### Miglior interpretazione jazz
- Samara Joy - Tight
- Jon Batiste - Movement 18' (Heroes)
- Lakecia Benjamin - Basquiat
- Adam Blackstone feat. The Baylor Project e Russell Ferranté - Vulnerable (Live)
- Fred Hersch e Esperanza Spalding - But Not For Me

#### Miglior album jazz per grande complesso
- Basie Swings The Blues – The Count Basie Orchestra, direzione di Scotty Barnhart
- The Chick Corea Symphony Tribute – Ritmo – ADDA Simfònica, Josep Vicent ed Emilio Solla
- Dynamic Maximum Tension – Darcy James Argue's Secret Society
- Olympians – Vince Mendoza e la Metropole Orkest
- The Charles Mingus Centennial Sessions – Mingus Big Band

#### Miglior album jazz alternativo
- The Omnichord Real Book – Meshell Ndegeocello
- Love in Exile – Arooj Aftab, Vijay Iyer e Shahzad Ismaily
- Quality Over Opinion – Louis Cole
- SuperBlue: The Iridescent Spree – Kurt Elling, Charlie Hunter, SuperBlue
- Live at the Piano – Cory Henry

#### Miglior album di un musical teatrale
- Some Like It Hot – Christian Borle, J. Harrison Ghee, Adrianna Hicks e NaTasha Yvette Williams, vocalist; Mary-Mitchell Campbell, Bryan Carter, Scott M. Riesett, Charlie Rosen e Marc Shaiman, produttori; Scott Wittman, autore; Marc Shaiman, compositore e autore; eseguto dal cast originale di Broadway
- Kimberly Akimbo – John Clancy, David Stone e Jeanine Tesori, produttori; Jeanine Tesori, compositore; David Lindsay-Abaire, autore; eseguto dal cast originale di Broadway
- Parade – Micaela Diamond, Alex Joseph Grayson, Jake Pedersen e Ben Platt, vocalist; Jason Robert Brown e Jeffrey Lesser, produttori; Jason Robert Brown, compositore e autore; eseguto dal cast di Broadway 2023
- Shucked – Brandy Clark, Jason Howland, Shane McAnally e Billy Jay Stein, produttori; Brandy Clark & Shane McAnally, compositori e autori; eseguto dal cast originale di Broadway
- Sweeney Todd: The Demon Barber of Fleet Street – Annaleigh Ashford e Josh Groban, vocalist; Thomas Kail e Alex Lacamoire, produttori; Stephen Sondheim, compositore e autore; eseguto dal cast di Broadway 2023

#### Miglior album vocale pop tradizionale
- Bewitched – Laufey
- To Steve with Love: Liz Callaway Celebrates Sondheim – Liz Callaway
- Pieces of Treasure – Rickie Lee Jones
- Holidays Around the World – Pentatonix
- Only The Strong Survive – Bruce Springsteen
- Sondheim Unplugged (The NYC Sessions), Vol. 3 – AA.VV.

#### Miglior album strumentale contemporaneo
- As We Speak – Béla Fleck, Zakir Hussain, Edgar Meyer feat. Rakesh Chaurasia
- On Becoming – House of Waters
- Jazz Hands – Bob James
- The Layers – Julian Lage
- All One – Ben Wendel

### Latina, Internazionale, musica Africana, Reggae e New Age

#### Miglior album pop latino
- X Mí (Vol. 1) – Gaby Moreno
- La Cuarta Hoja – Pablo Alborán
- Beautiful Humans, Vol. 1 – AleMor
- A Ciegas – Paula Arenas
- La Neta – Pedro Capó
- Don Juan – Maluma

#### Miglior album di Música Urbana
- Mañana Será Bonito – Karol G
- Saturno – Rauw Alejandro
- Data – Tainy

#### Miglior album rock latino o latino alternativo
- Vida Cotidiana – Juanes
- De Todas las Flores – Natalia Lafourcade
- MARTÍNEZ – Cabra
- Leche de Tigre – Diamante Eléctrico
- EADDA9223 – Fito Páez

#### Miglior album di musica messicana (inclusa Tex-Mex)
- Génesis – Peso Pluma
- Bordado a Mano – Ana Bárbara
- La Sánchez – Lila Downs
- Motherflower – Flor de Toloache
- Amor Como en las Películas de Antes – Lupita Infante

#### Miglior album di musica latina tropicale
- Siembra: 45° Aniversario (En Vivo en el Coliseo de Puerto Rico, 14 de Mayo 2022) – Rubén Blades, Roberto Delgado & Orquesta
- Voy a Ti – Luis Figueroa
- Niche Sinfónica – Grupo Niche, Orquesta Sinfónica Nacional de Colombia
- Vida – Omara Portuondo
- Mimy & Tony – Tony Succar e Mimy Succar
- Escalona Nunca se Había Grabado Así – Carlos Vives

#### Migliore interpretazione musicale internazionale
- Béla Fleck, Edgar Meyer e Zakir Hussain feat. Rakesh Chaurasia - Pashto
- Arooj Aftab, Vijay Iyer e Shahzad Ismaily - Shadow Forces
- Burna Boy - Alone
- Davido - FEEL
- Silvana Estrada - Milagro y Disastre
- Falu e Gaurav Shah feat. Narendra Modi - Abundance in Millets
- Ibrahim Maalouf feat. Cimafunk e Tank and the Bangas - Todo Colores

#### Miglior album musicale internazionale
- This Moment – Shakti
- Epifanías – Susana Baca
- History – Bokanté
- I Told Them... – Burna Boy
- Timeless – Davido

#### Migliore album new age
- So She Howls – Carla Patullo feat. Tonality, The Scorchio Quartet
- Aquamarine – Kirsten Agresta-Copely
- Moments of Beauty – Omar Akram
- Some Kind of Peace (Piano Reworks) – Ólafur Arnalds
- Ocean Dreaming Ocean – David Darling e Hans Christian

#### Miglior album reggae
- Colors of Royal – Julian Marley, Antaeus
- Born for Greatness – Buju Banton
- Simma – Beenie Man
- Cali Roots Riddim 2023 – Collie Buddz
- No Destroyer – Burning Spear

#### Migliore interpretazione di musica africana
- Tyla - Water
- Asake e Olamide - Amapiano
- Burna Boy - City Boys
- Davido feat. Musa Keys - Unavailable
- Ayra Starr - Rush

### Pacchetti, Note e Incisioni storiche

#### Miglior album di incisioni storiche
- Written in Their Soul: The Stax Songwriter Demos - Robert Gordon, Deanie Parker, Cheryl Pawelski, Michele Smith e Mason Williams, produttori; Michael Graves, ingegnere del mastering; Michael Graves, ingegnere (AA.VV.)
- Fragments – Time Out of Mind Sessions (1996–1997): The Bootleg Series, Vol. 17 - Steve Berkowitz & Jeff Rosen, produttori; Steve Addabbo, Greg Calbi, Steve Fallone, Chris Shaw e Mark Wilder, ingegneri del mastering (Bob Dylan)
- The Moaninest Moan of Them All: The Jazz Saxophone of Loren McMurray, 1920–1922 - Colin Hancock, Meagan Hennessey e Richard Martin, produttori; Richard Martin, ingegnere del mastering; Richard Martin, ingegnere (AA.VV.)
- Playing for the Man at the Door: Field Recordings from the Collection of Mack McCormick, 1958–1971 - Jeff Place e John Troutman, produttori; Randy LeRoy & Charlie Pilzer, ingegneri del mastering; Mike Petillo & Charlie Pilzer, ingegneri (AA.VV.)
- Words & Music, May 1965 – Deluxe Edition - Laurie Anderson, Don Fleming, Jason Stern, Matt Sulllivan e Hal Willner, produttori; John Baldwin, ingegnere del mastering; John Baldwin, ingegnere (Lou Reed)

#### Miglior pacchetto di registrazione
- Stumpwork - Luke Brooks & James Theseus Buck, direttore artistico (Dry Cleaning)
- The Art of Forgetting - Caroline Rose, direttore artistico (Caroline Rose)
- Cadenza 21'  - Hsing-Hui Cheng, direttore artistico (Ensemble Cadenza 21')
- Electrophonic Chronic - Perry Shall, direttore artistico (The Arcs)
- Gravity Falls - Iam8bit, direttore artistico (Brad Breeck)
- Migration - Yu Wei, direttore artistico (Leaf Yeh)

#### Miglior cofanetto o edizione limitata
- For The Birds: The Birdsong Project - Jeri Heiden e John Heiden, direttore artistico (Various Artists)
- The Collected Works of Neutral Milk Hotel - Jeff Mangum, Daniel Murphy e Mark Ohe, direttore artistico (Neutral Milk Hotel)
- Gieo - Duy Dao, direttore artistico (Ngot)
- Inside: Deluxe Box Set - Bo Burnham e Daniel Calderwood, direttore artistico (Bo Burnham)
- Words & Music, May 1965 – Deluxe Edition - Masaki Koike, direttore artistico (Lou Reed)

#### Migliori note dell'album
- Written in Their Soul: The Stax Songwriter Demos - Robert Gordon e Deanie Parker, autori (AA.VV.)
- Evenings at The Village Gate: John Coltrane with Eric Dolphy (Live) - Ashley Kahn, autore (John Coltrane e Eric Dolphy)
- I Can Almost See Houston: The Complete Howdy Glenn - Scott B. Bomar, autore (Howdy Glenn)
- Mogadishu's Finest: The Al Uruba Sessions - Vik Sohonie, autore (Iftin Band)
- Playing for the Man at the Door: Field Recordings from the Collection of Mack McCormick, 1958–1971 - Jeff Place e John Troutman, autori (AA.VV.)

### Per l'infanzia, umoristico, audiolibri e storytelling, media visivi e videoclip/film musicali

#### Miglior registrazione di un audiolibro, narrazione e storytelling
- The Light We Carry: Overcoming in Uncertain Times – Michelle Obama
- Big Tree – Meryl Streep
- Boldly Go: Reflections on a Life of Awe and Wonder – William Shatner
- The Creative Act: A Way of Being – Rick Rubin
- It's OK to Be Angry About Capitalism – Bernie Sanders

#### Miglior album di musica per bambini
- We Grow Together Preschool Songs - 123 Andrés
- Ahhhhh! - Andrew & Polly
- Ancestars - Pierce Freelon and Nnenna Freelon
- Hip Hope For Kids! - DJ Willy Wow!
- Taste The Sky - Uncle Jumbo

#### Miglior album umoristico
- What's In a Name? – Dave Chappelle
- I Wish You Would – Trevor Noah
- I'm an Entertainer – Wanda Sykes
- Selective Outrage – Chris Rock
- Someone You Love – Sarah Silverman

#### Miglior raccolta di colonna sonora per i media visivi
- Barbie: The Album – AA.VV.
- Aurora – Daisy Jones & the Six
- Black Panther: Wakanda Forever – AA.VV.
- Guardians of the Galaxy, Vol. 3: Awesome Mix, Vol. 3 – AA.VV.
- Weird: The Al Yankovic Story – "Weird Al" Yankovic

#### Miglior canzone scritta per i media visivi
- What Was I Made For? - Billie Eilish; scritta da Billie Eilish e Finneas O'Connell - Barbie
- Dance the Night - Dua Lipa; scritta da Caroline Ailin, Dua Lipa, Mark Ronson e Andrew Wyatt - Barbie
- Barbie World - Nicki Minaj, Ice Spice feat. Aqua; scritta da Naija Gaston, Ephrem Louis Lopez Jr. e Nicki Minaj - Barbie
- Lift Me Up - Rihanna; scritta da Ryan Coogler, Ludwig Göransson, Rihanna e Tems - Black Panther: Wakanda Forever
- I'm Just Ken - Ryan Gosling; scritta da Mark Ronson e Andrew Wyatt - Barbie

#### Miglior colonna sonora per i media visivi
- Oppenheimer – Ludwig Göransson
- The Fabelmans – John Williams
- Indiana Jones and the Dial of Destiny – John Williams
- Black Panther: Wakanda Forever – Ludwig Göransson
- Barbie – Mark Ronson e Andrew Wyatt

#### Miglior colonna sonora per videogiochi e altri media interattivi
- Star Wars Jedi: Survivor – Stephen Barton, Gordy Haab
- Call of Duty: Modern Warfare II – Sarah Schachner
- God of War Ragnarök – Bear McCreary
- Hogwarts Legacy – Peter Murray, J Scott Rakozy, Chuck Myers
- Stray Gods: The Roleplaying Musical – Jess Serro, Tripod, Austin Wintory

#### Miglior videoclip
- I'm Only Sleeping – The Beatles; Em Cooper, regista; Jonathan Clyde, Sophie Hilton, Sue Loughlin e Laura Thomas, produttori
- In Your Love – Tyler Childers; Bryan Schlam, regista; Kacie Barton, Silas House, Nicholas Robespierre, Ian Thornton e Whitney Wolanin, produttori
- What Was I Made for? – Billie Eilish; Billie Eilish, regista; Michelle An, Chelsea Dodson e David Moore, produttori
- Count Me Out – Kendrick Lamar; Dave Free e Kendrick Lamar, registi; Jason Baum e Jamie Rabineau, produttori
- Rush – Troye Sivan; Gordon von Steiner, regista; Kelly McGee, produttore

#### Miglior film musicale
- Moonage Daydream – David Bowie; Brett Morgen, regista e produttore
- How I’m Feeling Now – Lewis Capaldi; Joe Pearlman, regista; Sam Bridger, Isabel Davis and Alice Rhodes, produttori
- Live From Paris, The Big Steppers Tour – Kendrick Lamar; Mike Carson, Dave Free e Mark Ritchie, registi; Cornell Brown, Debra Davis, Jared Heinke e Jamie Rabineau, produttori
- I Am Everything – Little Richard; Lisa Cortés, regista; Caryn Capotosto, Lisa Cortés, Robert Friedman and Liz Yale Marsh, produttori
- Dear Mama – Tupac Shakur; Allen Hughes, regista; Joshua Garcia, Loren Gomez, James Jenkins e Stef Smith, produttori

### Pop e Dance/elettronica

#### Miglior registrazione dance/elettronica
- Rumble – Skrillex, Fred again.., Flowdan; Fred again.. e Skrillex, produttori; Skrillex, mixer
- Blackbox Life Recorder 21f – Aphex Twin; Richard D James, producer; Richard D James, mixer
- Loading – James Blake; James Blake e Dom Maker, produttori; James Blake, mixer
- Higher Than Ever Before – Disclosure; Cirkut, Guy Lawrence e Howard Lawrence, produttori; Guy Lawrence, mixer
- Strong – Romy e Fred again..; Fred again.., Stuart Price e Romy, produttori; Fred again.. e Stuart Price, mixers

#### Miglior album dance/elettronico
- Actual Life 3 (January 1 - September 9 2022) – Fred again..
- Playing Robots Into Heaven – James Blake
- For That Beautiful Feeling – The Chemical Brothers
- Kx5 – Kx5 (Kaskade, deadmau5)
- Quest for Fire – Skrillex

#### Miglior interpretazione pop solista
- Miley Cyrus - Flowers
- Billie Eilish - What Was I Made For?
- Doja Cat - Paint the Town Red
- Olivia Rodrigo - Vampire
- Taylor Swift - Anti-Hero

#### Miglior interpretazione pop di un duo o un gruppo
- SZA feat. Phoebe Bridgers - Ghost in the Machine
- Labrinth feat. Billie Eilish - Never Felt So Alone
- Lana Del Rey feat. Jon Batiste - Candy Necklace
- Miley Cyrus feat. Brandi Carlile - Thousand Miles
- Taylor Swift feat. Ice Spice - Karma

#### Miglior album pop vocale
- Midnights – Taylor Swift
- Chemistry – Kelly Clarkson
- Endless Summer Vacation – Miley Cyrus
- Guts – Olivia Rodrigo
- - – Ed Sheeran

#### Miglior registrazione pop dance
- Padam Padam – Kylie Minogue; Lostboy, producer; Guy Massey, mixer
- One in a Million – Bebe Rexha e David Guetta; Burns e David Guetta, produttori; Șerban Ghenea, mixer
- Miracle – Calvin Harris feat. Ellie Goulding; Burns e Calvin Harris, produttori; Calvin Harris, mixer
- Baby Don’t Hurt Me – David Guetta, Anne-Marie e Coi Leray; Johnny Goldstein, Toby Green, David Guetta e Mike Hawkins, produttori; Șerban Ghenea, mixer
- Rush – Troye Sivan; Styalz Fuego, Novodor e Zhone, produttori; Alex Ghenea, mixer

### Produzione, Ingegneria del suono, Composizione ed arrangiamento

#### Produttore dell'anno, classica
- Elaine Martone
- David Frost
- Morten Lindberg
- Dmitriy Lipay
- Brian Pidgeon

#### Miglior album audio immersivo
- The Diary of Alicia Keys - George Massenburg e Eric Schilling, ingegneri; Michael Romanowski, ingegnere del mastering; Alicia Keys e Ann Mincieli, produttori (Alicia Keys)
- Act 3 (Immersive Edition) - Ryan Ulyate, ingegnere; Michael Romanowski, ingegnere del mastering; Ryan Ulyate, produttore (Ryan Ulyate)
- Blue Clear Sky - Chuck Ainlay, ingegnere; Michael Romanowski, ingegnere del mastering; Chuck Ainlay, produttore (George Strait)
- God of War Ragnarök (Original Soundtrack) - Eric Schilling, ingegnere; Michael Romanowski, ingegnere del mastering; Kellogg Boynton, Peter Scaturro e Herbert Waltl, produttori (Bear McCreary)
- Silence Between Songs - Aaron Short, ingegnere del mastering (Madison Beer)

#### Miglior album ingegnerizzato, non classico
- Jaguar II - John Kercy, Kyle Mann, Victoria Monét, Patrizio Teezio Pigliapoco, Neal H Pogue e Todd Robinson, ingegneri; Colin Leonard, ingegnere del mastering (Victoria Monét)
- Desire, I Want to Turn Into You - Macks Faulkron, Daniel Harle, Caroline Polachek e Geoff Swan, ingegneri; Mike Bozzi e Chris Gehringer, ingegneri del mastering (Caroline Polachek)
- History - Nic Hard, ingegnere; Dave McNair, ingegnere del mastering (Bokanté)
- Multitudes - Michael Harris, Robbie Lackritz, Joseph Lorge e Blake Mills, ingegneri (Feist)
- The Record - Owen Lantz, Will Maclellan, Catherine Marks, Mike Mogis, Bobby Mota, Kaushlesh Garry Purohit e Sarah Tudzin, ingegneri; Pat Sullivan, ingegnere del mastering (Boygenius)

#### Miglior album ingegnerizzato, classica
- Contemporary American Composers - David Frost e Charlie Post, ingegneri; Silas Brown, ingegnere del mastering (Riccardo Muti e la Chicago Symphony Orchestra)
- The Blue Hour - Patrick Dillett, Mitchell Graham, Jesse Lewis, Kyle Pyke, Andrew Scheps e John Weston, ingegneri; Helge Sten, ingegnere del mastering (Shara Nova e A Far Cry)
- Fandango - Alexander Lipay & Dmitriy Lipay, ingegneri; Alexander Lipay e Dmitriy Lipay, ingegneri del mastering (Gustavo Dudamel, Anne Akiko Meyers, Gustavo Castillo e Los Angeles Philharmonic)
- Sanlikol: A Gentleman of Istanbul – Symphony for Strings, Percussion, Piano, Oud, Ney & Tenor - Christopher Moretti e John Weston, ingegneri; Shauna Barravecchio e Jesse Lewis, ingegneri del mastering (Mehmet Ali Sanlıkol, George Lernis e A Far Cry)
- Tchaikovsky: Symphony No. 5 & Schulhoff: Five Pieces - Mark Donahue, ingegnere; Mark Donahue, ingegnere del mastering (Manfred Honeck e la Pittsburgh Symphony Orchestra)

#### Miglior composizione remixata, non classica
- Wagging Tongue (Wet Leg Remix) - Wet Leg, remixers (Depeche Mode)
- Alien Love Call - BADBADNOTGOOD, remixers (Turnstile e BADBADNOTGOOD feat. Blood Orange)
- New Gold (Dom Dolla Remix) - Dom Dolla, remixer (Gorillaz feat. Tame Impala e Bootie Brown)
- Reviver (Totally Enormous Extinct Dinosaurs Remix) - Totally Enormous Extinct Dinosaurs, remixer (Lane 8)
- Workin' Hard (Terry Hunter Remix) - Terry Hunter, remixer (Mariah Carey)

#### Miglior composizione strumentale
- Helena's Theme - John Williams, compositore (John Williams)
- Amerikkan Skin - Lakecia Benjamin, compositore (Lakecia Benjamin feat. Angela Davis)
- Can You Hear The Music - Ludwig Göransson, compositore (Ludwig Göransson)
- Cutey and the Dragon - Gordon Goodwin e Raymond Scott, compositori (Quartet San Francisco feat. Gordon Goodwin's Big Phat Band)
- Motion - Edgar Meyer, compositore (Béla Fleck, Edgar Meyer & Zakir Hussain feat. Rakesh Chaurasia)

#### Miglior arrangiamento, strumentale o a cappella
- Folsom Prison Blues - John Carter Cash, Tommy Emmanuel, Markus Illko, Janet Robin e Roberto Luis Rodriguez, arrangiatori (The String Revolution feat. Tommy Emmanuel)
- Angels We Have Heard On High - Nkosilathi Emmanuel Sibanda, arrangiatore (Just 6)
- Can You Hear The Music - Ludwig Göransson, arrangiatore (Ludwig Göransson)
- I Remember Mingus - Hilario Durán, arrangiatore (Hilario Durán e la His Latin Jazz Big Band feat. Paquito D'Rivera)
- Paint It Black - Esin Aydingoz, Chris Bacon e Alana Da Fonseca, arrangiatori (Mercoledì)

#### Miglior arrangiamento, strumentale e vocale
- In the Wee Small Hours of the Morning - Erin Bentlage, Jacob Collier, Sara Gazarek, Johnaye Kendrick e Amanda Taylor, arrangiatori (säje feat. Jacob Collier)
- April in Paris - Gordon Goodwin, arrangiatore (Patti Austin feat. Gordon Goodwin's Big Phat Band)
- Com Que Voz (Live) - John Beasley e Maria Mendes, arrangiatori (Maria Mendes feat. John Beasley e Metropole Orkest)
- Fenestra - Godwin Louis, arrangiatore (Cécile McLorin Salvant)
- Lush Life - Kendric McCallister, arrangiatore (Samara Joy)

### Rock, Metal ed Alternativa

#### Miglior album di musica alternativa
- The Record – Boygenius
- The Car – Arctic Monkeys
- Cracker Island – Gorillaz
- Did You Know That There’s a Tunnel Under Ocean Blvd – Lana Del Rey
- I Inside the Old Year Dying – PJ Harvey

#### Miglior interpretazione di musica alternativa
- Paramore - This Is Why
- Alvvays - Belinda Says
- Arctic Monkeys - Body Paint
- Boygenius - Cool About It
- Lana Del Rey - A&W

#### Miglior canzone rock
- Not Strong Enough - Boygenius; scritta da Julien Baker, Phoebe Bridgers e Lucy Dacus
- Rescued - Foo Fighters; scritta da Dave Grohl, Rami Jaffee, Nate Mendel, Chris Shiflett e Pat Smear
- Ballad of a Homeschooled Girl - Olivia Rodrigo; scritta da Dan Nigro e Olivia Rodrigo
- Emotion Sickness - Queens of the Stone Age; scritta da Dean Fertita, Joshua Homme, Michael Shuman, Jon Theodore e Troy Van Leeuwen
- Angry - The Rolling Stones; scritta da Mick Jagger, Keith Richards e Andrew Watt

#### Miglior album rock
- This Is Why – Paramore
- But Here We Are – Foo Fighters
- Starcatcher – Greta Van Fleet
- 72 Seasons – Metallica
- In Times New Roman... – Queens of the Stone Age

#### Miglior interpretazione metal
- Metallica - 72 Seasons
- Disturbed - Bad Man
- Ghost - Phantom of the Opera
- Slipknot - Hive Mind
- Spiritbox - Jaded

#### Miglior interpretazione rock
- Boygenius - Not Strong Enough
- Arctic Monkeys - Sculptures of Anything Goes
- Black Pumas - More Than a Love Song
- Foo Fighters - Rescued
- Metallica - Lux Æterna

### R&B, Rap e poesia parlata

#### Miglior album di poesie parlate
- The Light Inside – J. Ivy
- A-You're Not Wrong B-They're Not Either: The Fukc-It Pill Revisited – Queen Sheba
- For Your Consideration'24 – The Album – Prentice Powell e Shawn William
- Grocery Shopping with My Mother – Kevin Powell
- When The Poems Do What They Do – Aja Monet

#### Miglior canzone R&B
- Snooze - SZA; scritta da Babyface, Blair Ferguson, Khris Riddick-Tynes, SZA e Leon Thomas III
- Back to Love - Robert Glasper feat. SiR, Alex Isley;  scritta da SiR, Robert Glasper e Alex Isley
- Angel - Halle Bailey; scritta da Halle Bailey, Theron Feemster e Coleridge Tillman
- ICU - Coco Jones; scritta da Darhyl Camper Jr., Coco Jones, Raymond Komba e Roy Keisha Rockette
- On My Mama - Victoria Monét; scritta da D'Mile, Jeff Gitelman, Victoria Monét, Kyla Moscovich, Jamil Pierre e Charles Williams

#### Miglior album R&B
- Jaguar II – Victoria Monét
- Clear 2: Soft Life (EP) – Summer Walker
- Girls Night Out – Babyface
- Special Occasion – Emily King
- What I Didn't Tell You (Deluxe) – Coco Jones

#### Miglior album R&B progressivo
- SOS – SZA
- The Age of Pleasure – Janelle Monáe
- The Love Album: Off the Grid – Sean Combs
- Nova – Terrace Martin e James Fauntleroy
- Since I Have a Lover – 6lack

#### Miglior interpretazione R&B
- Coco Jones - ICU
- Chris Brown - Summer Too Hot
- Robert Glasper, SiR e Alex Isley - Back to Love
- Victoria Monét - How Does It Make You Feel
- SZA - Kill Bill

#### Miglior interpretazione R&B tradizionale
- PJ Morton feat. Susan Carol - Good Morning
- Babyface e Coco Jones - Simple
- Kenyon Dixon - Lucky
- Victoria Monét, Earth, Wind & Fire e Hazel Monét - Hollywood
- SZA - Love Language

#### Miglior interpretazione rap
- Killer Mike, André 3000, Future, Eryn Allen Kane - Scientists & Engineers
- Baby Keem e Kendrick Lamar - The Hillbillies
- Black Thought - Love Letter
- Drake e 21 Savage - Rich Flex
- Coi Leray - Players

#### Miglior interpretazione rap melodica
- Lil Durk, J. Cole - All My Life
- Burna Boy e 21 Savage - Sittin' on Top of the World
- Doja Cat - Attention
- Drake e 21 Savage - Spin Bout U
- SZA - Low

#### Miglior canzone rap
- Scientists & Engineers - Killer Mike feat. André 3000, Future, Eryn Allen Kane; scritta da André 3000, Paul Beauregard, James Blake, Killer Mike, Tim Moore e No I.D.
- Attention - Doja Cat; scritta da Roget Chahayed, Doja Cat e Y2K
- Barbie World - Nicki Minaj, Ice Spice feat. Aqua; scritta da Ice Spice, Ephrem Louis Lopez Jr. e Nicki Minaj
- Just Wanna Rock - Lil Uzi Vert; scritta da MCVertt, Lil Uzi Vert e Javier Mercado
- Rich Flex - Drake feat. 21 Savage; scritta da Tay Keith, Isaac "Zac" De Boni, Drake, J. Gwin, Vinylz, Michael "Finatik" Mule e 21 Savage

#### Miglior album rap
- Michael – Killer Mike
- Utopia – Travis Scott
- Her Loss – Drake e 21 Savage
- Heroes e Villains – Metro Boomin
- King's Disease III – Nas

## Artisti pluricandidati e/o pluripremiati

### Pluricandidati
I seguenti artisti hanno ricevuto più di una candidatura:
Nove:
- SZA

Sette:
- Phoebe Bridgers
- Șerban Ghenea
- Victoria Monét

Sei:
- Jack Antonoff
- Jon Batiste
- Brandy Clark
- Boygenius
- Miley Cyrus
- Billie Eilish
- Olivia Rodrigo
- Taylor Swift

Cinque:
- 21 Savage
- Lana Del Rey
- Ludwig Göransson
- Coco Jones
- Dan Nigro
- Tyler Childers

Quattro:
- Burna Boy
- Drake
- Fred Again
- Ice Spice
- Randy Merrill
- Michael Pollack
- Mark Ronson
- Allison Russell
- Laura Sisk
- Andrew Wyatt

Tre:
- Arctic Monkeys
- Babyface
- Lakecia Benjamin
- Rob Bisel
- James Blake
- Blind Boys of Alabama
- Zach Bryan
- Davido
- Dernst "D'Mile" Emile II
- Doja Cat
- Foo Fighters
- David Frost
- Gordon Goodwin
- Michael Harris
- Jason Isbell
- Dmitriy Lipay
- Killer Mike
- Kendrick Lamar
- Carter Lang
- Owen Lantz
- Catherine Marks
- Will Maclellan
- Metallica
- Mike Mogiz
- Bobby Mota
- Finneas O'Connell
- Kaushlesh "Garry" Purohit
- Chris Stapleton
- Pat Sullivan
- Sarah Tudzin
- John Williams

Due:
- Andy Akiho
- Caroline Ailin
- André 3000
- Arooj Aftab, Vijay Iyer e Shahzad Ismaily
- Jon Bellion
- Adam Blackstone
- Blessing Offor
- Brothers Osborne
- Burns
- Erica Campbell
- Brandi Carlile
- Tasha Cobbs Leonard
- Nicki Minaj
- Lauren Daigle
- Jessie Jo Dillon
- Béla Fleck, Edgar Meyer & Zakir Hussain featuring Rakesh Chaurasia
- Dave Free
- Chris Gehringer
- Rhiannon Giddens
- Jeff Gitelman
- Robert Glasper
- Robert Gordon
- David Guetta
- Fred Hersch & Esperanza Spalding
- Alex Isley
- Jelly Roll
- Tyler Johnson
- Kid Harpoon
- Joe LaPorta
- Lecrae
- Coi Leray
- Colin Leonard
- Dua Lipa

- Ephrem Louis Lopez Jr.
- Maverick City Music
- Shane McAnally
- Metro Boomin
- Nicki Minaj
- Janelle Monáe
- Kacey Musgraves
- Paramore
- Pete Nappi
- Deanie Parker
- Patrizio "Teezio" Pigliapoco
- Queens of the Stone Age
- Brian Rajaratnam
- Todd Robinson
- Sir
- Troye Sivan
- Skrillex
- Spike Stent
- Billy Strings
- Tenroc
- Dan Viafore
- The War and Treaty
- Dan Wilson
- Lainey Wilson

### Pluripremiati
I seguenti artisti hanno ricevuto più di un premio:
Quattro:
- Phoebe Bridgers

Tre:
- Boygenius
- Killer Mike
- Victoria Monét
- SZA

Due:
- Fred Again
- André 3000
- Jack Antonoff
- Miley Cyrus
- Billie Eilish
- Béla Fleck
- Jason Isbell
- Lecrae
- Finneas O'Connell
- Paramore
- Taylor Swift

## Premi al merito

### MusiCares Person of the Year
- Jon Bon Jovi[62]

### Premio alla carriera
- Donna Summer
- Gladys Knight
- Laurie Anderson
- N.W.A
- Tammy Wynette
- The Clark Sisters[63]

### Dr. Dre Global Impact Award
- Jay-Z[64]
- Mariah Carey[65]
- Lenny Kravitz[65]

### Miglior canzone per il cambiamento sociale
- Refugee – K'naan, Gerald Eaton & Steve McEwan[66]